# Balearensturmtaucher

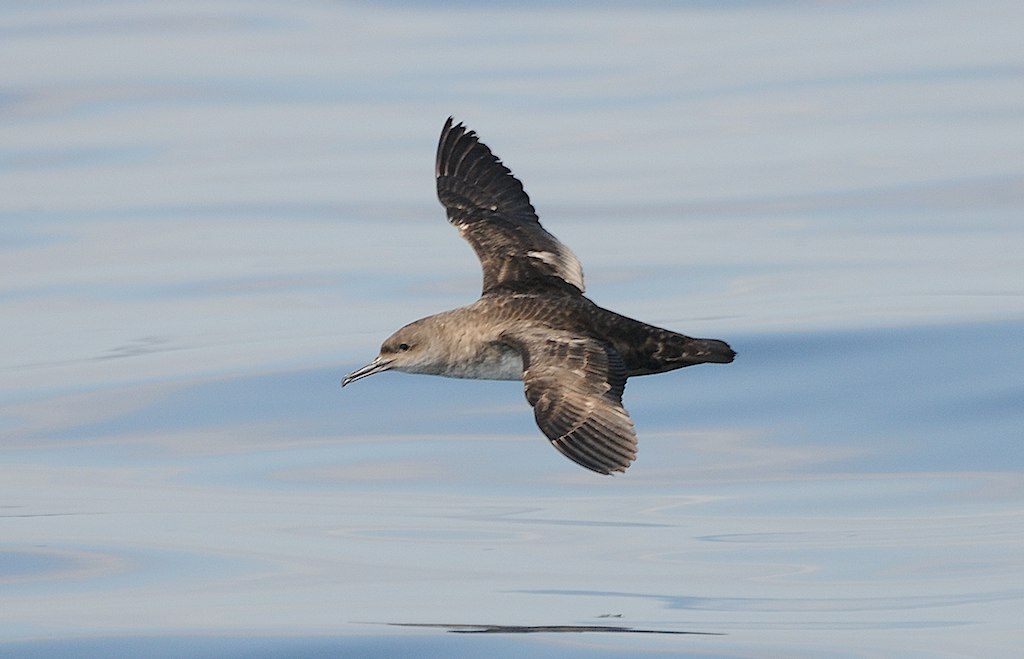
Blick auf die Oberseite im Flug

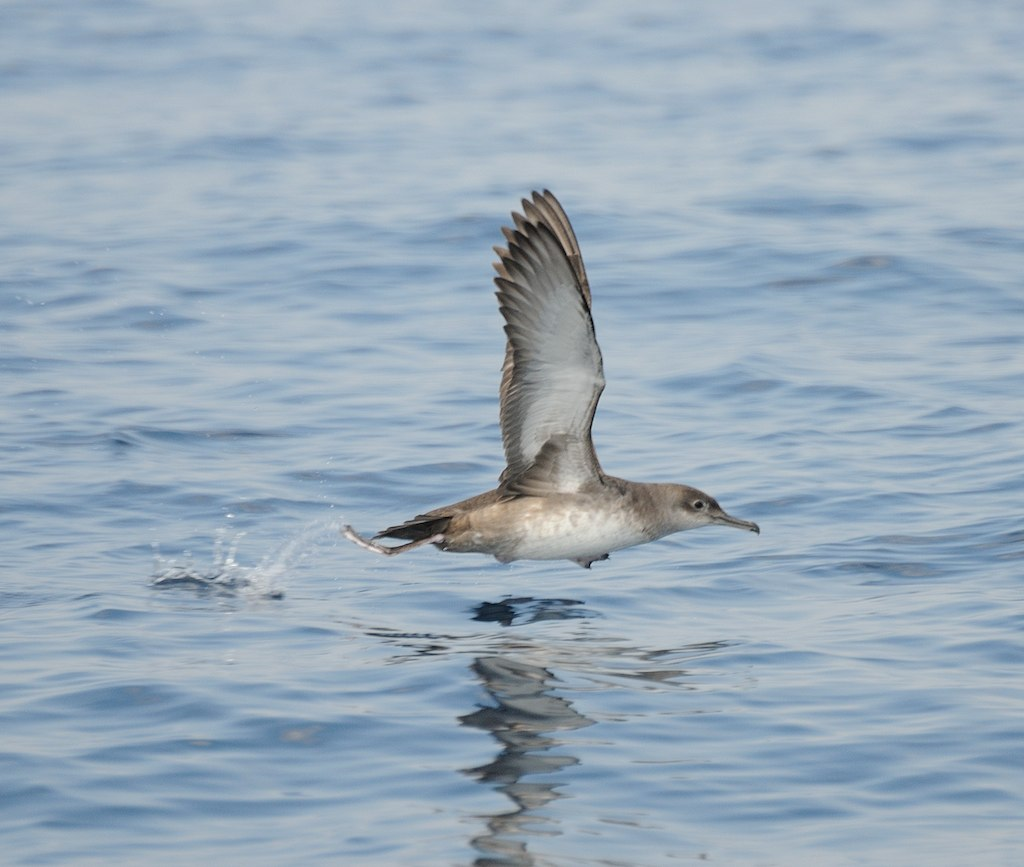
Flügelunterseite im Flug

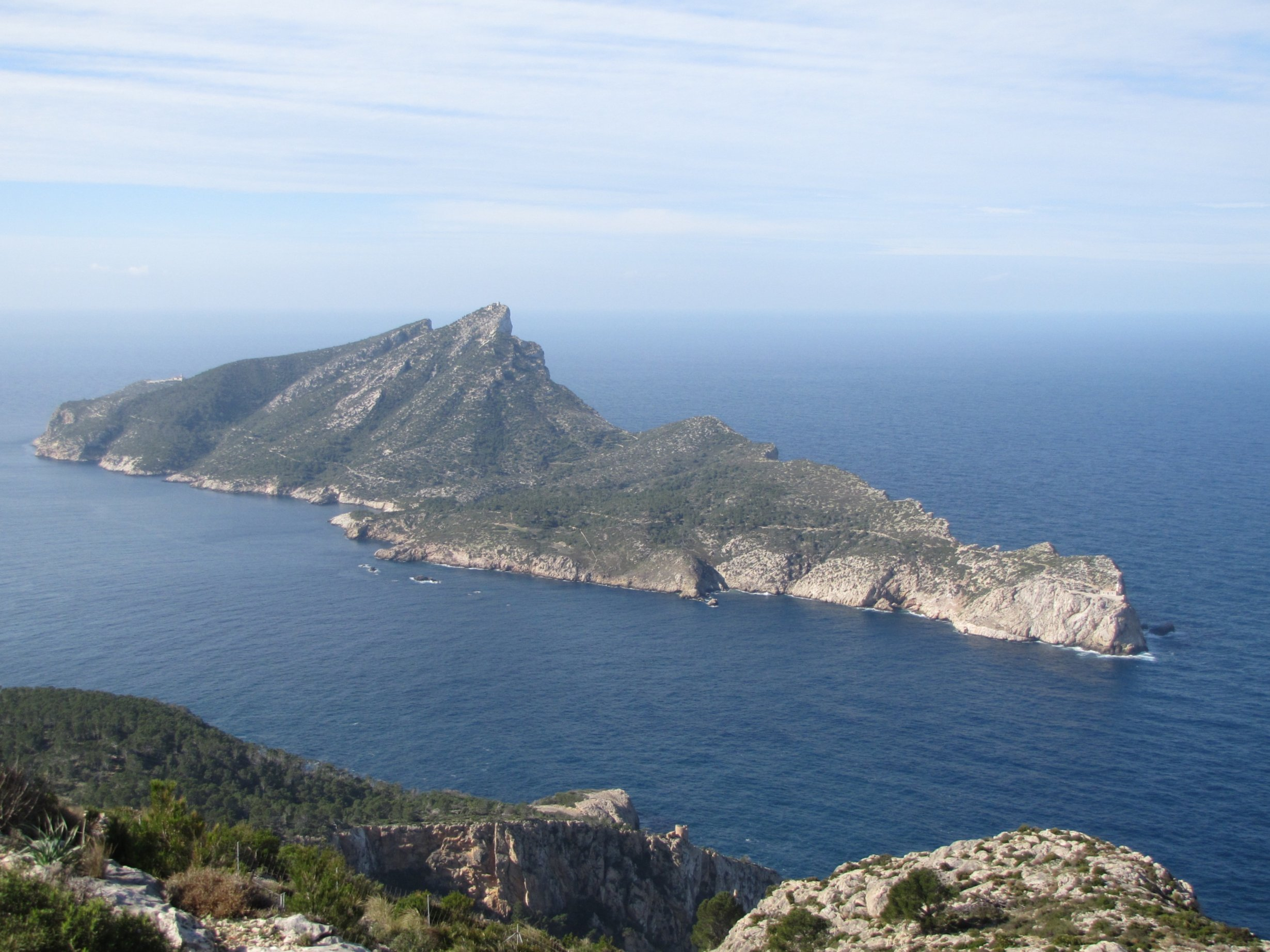
Der Balearensturmtaucher brütet an den Steilküsten der Balearen wie beispielsweise auf der mallorquinischen Insel Sa Dragonera

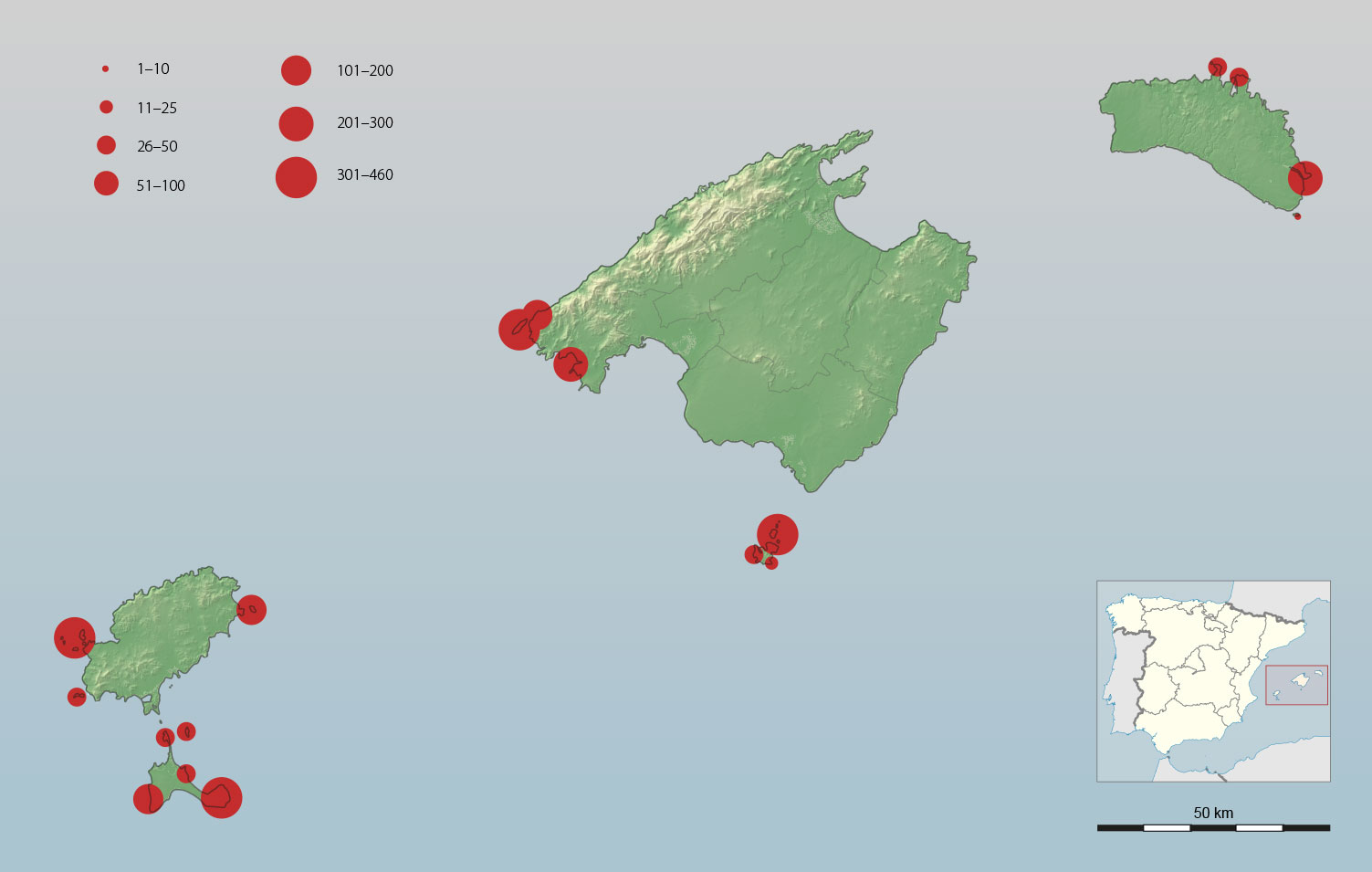
Lage und Populationsgröße (in Brutpaaren) der bekannten Kolonien des Balearensturmtauchers 2009

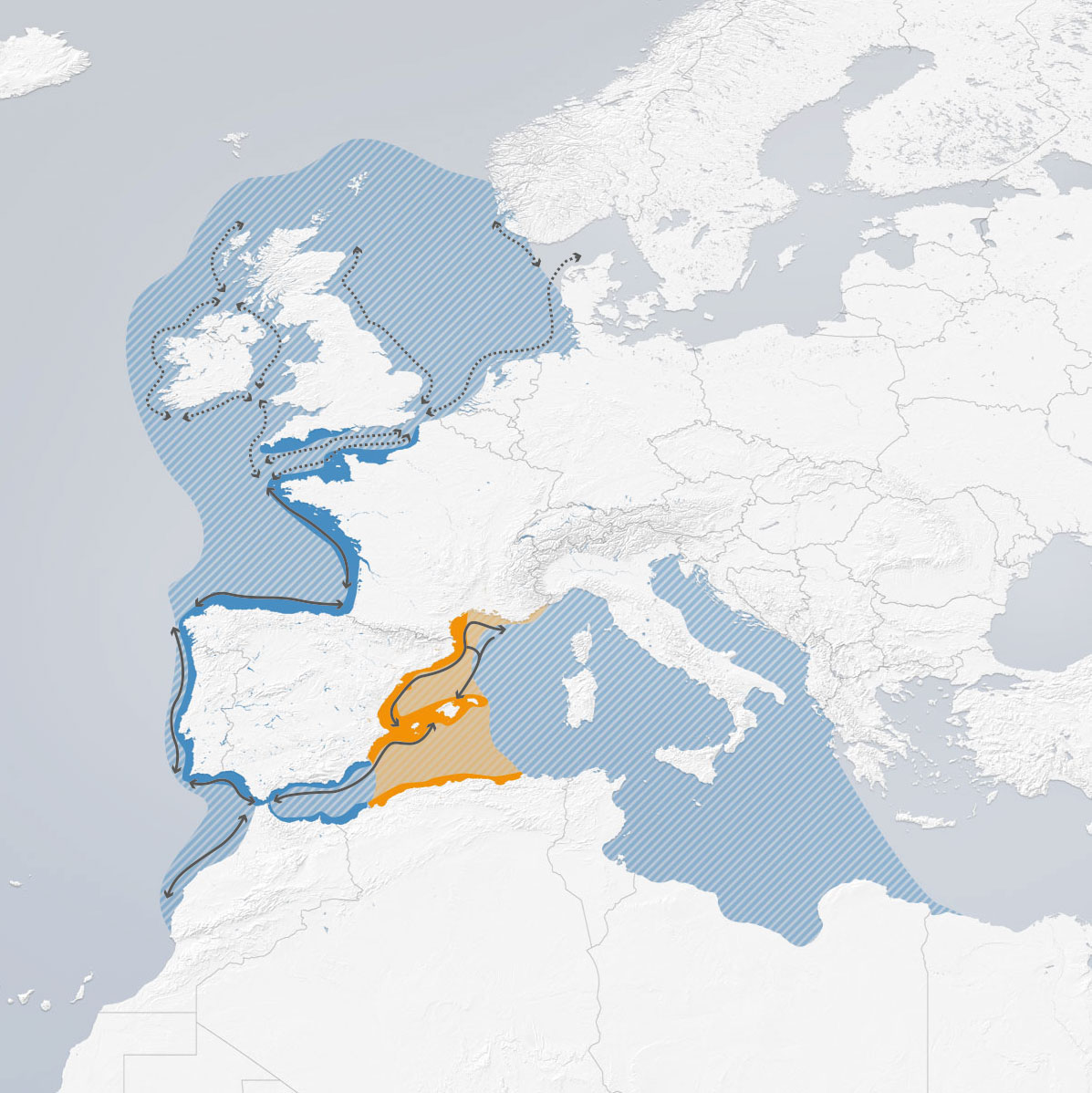
Saisonale Verbreitung und schematisierte Zugbewegungen des Balearensturmtauchers: orange – Hauptnahrungsgewässer zur Brutzeit, streifig orange – gesamter Aktionsraum zur Brutzeit, blau – Übersommerung in größeren Zahlen, streifig blau – gesamter Aktionsraum im Sommer, durchgezogene Linien – Hauptzugrouten, gestrichelte Linien – Zugbewegungen in sehr geringen Zahlen

Der Balearensturmtaucher (Puffinus mauretanicus) ist eine Vogelart aus der Familie der Sturmvögel (Procellariidae), die nur auf den Balearischen Inseln brütet. Wegen des geringen, angenommenen Bestands von zeitweise unter 2000 Brutpaaren wird die Art von der IUCN als „vom Aussterben bedroht“ (“critically endangered”) eingestuft. Nach der Brutzeit ziehen die Vögel durch die Straße von Gibraltar, um die Zeit der Schwingenmauser im westeuropäischen Atlantik und dort vor allem in der Biskaya zu verbringen. Zum Überwintern kehren sie dann in den westlichen Mittelmeerraum zurück. Die Art brütet in Höhlen an Steilküsten und auf vorgelagerten Inseln. Sie ernährt sich vorwiegend von kleinen Schwarmfischen.
Früher wurde der Balearensturmtaucher als Unterart des Mittelmeer-Sturmtauchers angesehen. Da er durchschnittlich etwas größer ist und sich durch diverse Gefiedermerkmale, aber auch im Verhalten deutlich unterscheidet wird ihm seit einiger Zeit Artstatus zuerkannt. Dies wird unter anderem durch genetische und paläontologische Befunde gestützt.

## Beschreibung
Der Balearensturmtaucher zählt mit 30 bis 40 cm Körperlänge zu den mittelgroßen Sturmtauchern und ist wenig kleiner als eine Lachmöwe. Die Flügelspannweite liegt zwischen 76 und 93 cm. Die Geschlechter unterscheiden sich lediglich geringfügig in Größe und Gewicht. Das Gewicht der Männchen beträgt zwischen 490 und 565 g, das der Weibchen zwischen 472 und 550 g. Im Flug wirkt der Balearensturmtaucher etwas „hängebäuchig“. Der kurze Schwanz wird von den Zehen überragt.
Die Art ähnelt dem Mittelmeer-Sturmtaucher, ist aber etwa 15 % größer; manche Vögel beider Arten lassen sich im Feld nicht eindeutig bestimmen. Die Oberseite ist gräulich braun, die Unterseite weißlich mit variabler graubräunlicher Tönung, die sich vom Unterbauch an zu den Unterschwanzdecken hin stark verdichtet. Der Übergang zwischen Ober- und Unterseite ist an Hals und Flanken verwaschen und nicht wie beim Mittelmeer-Sturmtaucher deutlich begrenzt – die Flanken sind nie rein weiß. Manchmal ist das Weiß der Unterseite sogar nur auf die Brust- und Bauchmitte beschränkt. Die Unterflügelmitte ist eher diffus aschgrau bis altweiß getönt und nicht so kontrastierend weiß wie beim Mittelmeer-Sturmtaucher. Es findet sich eine verwaschen bräunliche Binde in der Achsel. Letztere wirkt im Flug insgesamt dunkel.
Vögel im Jugendkleid ähneln adulten Tieren, können jedoch zwischen Juni und September durch das frische Oberseitengefieder unterschieden werden, da ältere Vögel zu dieser Zeit deutlich sichtbar mausern.

## Stimme
Nachts in den Brutkolonien ist das für Sturmtaucher typische, heisere und sich falsettartig steigernde Geschrei und Gegacker zu vernehmen. Im Unterschied zum Mittelmeer- und Atlantiksturmtaucher klingt die Art etwas rauer und tiefer.

## Verbreitung und Bestand
Die Brutverbreitung ist auf die Balearischen Inseln beschränkt. 2009 ergab eine Erfassung in den Kolonien einen Gesamtbestand von 3193 Brutpaaren. Davon brüteten 900 auf Mallorca, 747 auf Ibiza, 692 auf Formentera, 449 auf Cabrera und 405 auf Menorca. Da die Art auf Menorca zusammen mit dem Mittelmeer-Sturmtaucher vorkommt und sich viele Vögel nicht eindeutig bestimmen lassen, ist der genaue Bestand dort nicht ganz einfach zu ermitteln. Überhaupt sind vermutlich Zählungen in Kolonien unzuverlässig, da es sich bei einem beträchtlichen Anteil der Vögel offenbar um Nichtbrüter handeln kann.
Von der IUCN wird die Art als „vom Aussterben bedroht“ (“critically endangered”) eingestuft und zählt zu den gefährdetsten Meeresvögeln weltweit. Auf Cabrera sind die Kolonien in den letzten Jahrzehnten um 60 % zurückgegangen, auf Formentera sank der Bestand von 1500 Vögeln Anfang der 1990er Jahre kontinuierlich auf 692 Paare zwischen 2003 und 2006. Aufgrund dieser Zahlen wurde in einer Untersuchung von 2004 ein durchschnittlicher Rückgang von 7,4 % errechnet, der in etwa 40 Jahren zum Aussterben der Art führen würde. Neben den geringen Bestandszahlen und der eingeschränkten Verbreitung ist vor allem die hohe Sterblichkeit bei adulten Vögeln besorgniserregend. Zu den Bedrohungsursachen zählen Prädationsdruck durch bodenlebende Fressfeinde in den Kolonien, Umweltverschmutzung und möglicherweise die Gefahr für die Vögel, als Fischereibeifang zu enden. Längerfristig könnten die abnehmenden Fischbestände zur Bedrohung werden. Eine Gefahr durch Hybridisierung mit dem Mittelmeersturmtaucher konnte durch populationsgenetische Untersuchungen jedoch ausgeschlossen werden. Ebenso besteht offenbar trotz der hohen Brutortstreue zwischen den Kolonien ein ausreichender Austausch, um die genetische Vielfalt innerhalb der Art zu gewährleisten. Der starke Rückgang hat sich genetisch bislang also nicht ausgewirkt.
In den angestammten Mauserquartieren in der zentralen Biscaya kam es zeitweise zu besorgniserregenden Rückgängen: Während man in den 1980er Jahren dort noch 8000–10.000 Vögel gezählt hatte, waren es um die Jahrtausendwende nur noch weniger als 2000. Neuere Forschungen haben aber ergeben, dass das sich mittlerweile große Zahlen an Balearensturmtauchern im Bereich der Küsten vor Nordfrankreich und den südwestlichen Britischen Inseln finden. Teils reichen die Vorkommen nun bis nach Südskandinavien. Die lokalen Rückgänge spiegeln also nicht tatsächliche Bestandsentwicklungen wider, sondern sind Teil eines Trends, bei dem sich die Aufenthaltsorte der Vögel aufgrund der sich ändernden Klimaverhältnisse immer weiter nach Norden verlagert haben.
2015 wurde veröffentlicht, dass jährlichen Zählungen zufolge zwischen 2007 und 2010 jeweils nach der Brutzeit zwischen 23.780 und 26.535 Balearensturmtaucher die Straße von Gibraltar passiert haben. Diese Zahl übersteigt bisherige Schätzungen der Gesamtpopulation bei weitem, die bei 10.000 bis 15.000 Vögeln lagen.

## Wanderungen
Der Balearensturmvogel zeigt ein recht ungewöhnliches Zugverhalten. Ein Großteil der Population verlässt im Juni nach der Brutzeit (Nichbrüter schon ab Mai) den Mittelmeerraum durch die Straße von Gibraltar, um nahrungsreichere Gewässer im westeuropäischen Atlantik aufzusuchen und dort zu übersommern. Die Art findet sich dann häufig im küstennahen Bereich vom Golf von Cádiz bis Galicien. Die überwiegende Anzahl sammelt sich jedoch zur Schwingenmauser in der zentralen Biskaya und weiter nördlich bis zur Bretagne. In meist kleineren Zahlen ist der Balearensturmtaucher auch südlich von England zu finden, gelangt in die Irische See und die Nordsee, bis Schottland und Südskandinavien sowie ausnahmsweise bis ins Baltikum. Als Irrgast wurde er in Deutschland und Polen nachgewiesen.
Seit der Jahrtausendwende scheinen sich die Übersommerungsgebiete aufgrund der zunehmenden Erwärmung der Meeresoberfläche weiter nach Norden zu verschieben. So lag die Zahl der jährlichen Sichtungen südlich von England in den 1980er und 1990er Jahren etwa zwischen 250 und 800, während sie sich im Jahr 2001 mit 3500 deutlich erhöhte. Dennoch liegt der Schwerpunkt offenbar weiterhin in der Biskaya.
Geringfügigere Bewegungen finden im Atlantik auch nach Süden statt. Ein kleiner Teil übersommert an nordafrikanischen Küsten. Seltener gelangen einige Vögel auch bis zu den Kapverden oder nach Senegambien. Ausnahmsweise wurde die Art auch in Südafrika festgestellt.
Der größte Teil der Population kehrt ab Herbst (September bis November) wieder in die Brutgebiete zurück und sammelt sich im Winter im Bereich der iberischen Küsten. Nur wenige Vögel verbleiben auch im Winter im Atlantik. Im Winter 2007/2008 überwinterten etwa 700 Vögel vor der Bretagne und verschwanden erst im März. Auch dieses derzeit einmalige Ereignis ist wohl im Zusammenhang mit einer Verlagerung nach Norden zu sehen.
Geringe Teile der Population sind Standvögel, die das ganze Jahr über im Bereich der Brutgebiete oder an der ostspanischen Küste verbringen.

## Lebensraum
Der Balearensturmtaucher ist ein Meeresvogel, der sich jedoch zur Nahrungssuche vorwiegend in küstennahen Gewässern oder im Bereich der Schelfe aufhält. Er brütet in Höhlen an den Felsküsten der Balearen-Hauptinseln und auf vorgelagerten, kleinen Inseln.

## Ernährung
Der Balearensturmtaucher ernährt sich hauptsächlich von kleinen Schwarmfischen wie Sardellen, Makrelenarten (Scomber sp.), dem Sandstint Atherina mochan, Sprotten oder Sardinen sowie gelegentlich von kleinen Tintenfischen und Krustentieren wie der Leuchtgarnele. Er fängt seine Beute überwiegend kurz untertauchend oder in kleinen Tauchgängen von meist 5–6 m Tiefe, kann aber auch bis zu 26 m tief und bis über eine Minute lang tauchen. Oft versammeln sich bei der Nahrungssuche größere Trupps und bisweilen folgt die Art Fischerbooten. Die Aktivitätsgipfel bei der Nahrungssuche liegen in den frühen Morgenstunden, am frühen Nachmittag und zu Sonnenuntergang. Eine nächtliche Nahrungssuche konnte bislang nicht bestätigt werden.

## Fortpflanzung
Der Balarensturmtaucher brütet einzeln oder in kleinen Kolonien, die aber eine Anzahl von 100 Brutpaaren meist nicht übersteigen.  Die Vögel brüten erstmals im dritten Lebensjahr und führen offenbar eine monogame Dauerehe. Die Paare weisen eine hohe Brutortstreue auf. Die Kolonien werden bereits ab Ende September aufgesucht. Ab Januar verlassen vor allem die Weibchen vor der Eiablage die Kolonie noch einmal für fünf bis 22 Tage. Die Eiablage erfolgt dann zwischen Februar und April und verläuft innerhalb der Kolonien sehr synchron. Die meisten Jungvögel fliegen im Juni aus.
Das Geschehen am Brutplatz findet ausschließlich nachts statt. Aufgrund der Bedrohung durch bodenlebende Feinde sind die Nistplätze oft weit über dem Meeresspiegel und teils bis zu 150 m hoch gelegen. Die Art nistet in Erdhöhlen, Felsspalten oder Vorsprüngen in Felshöhlen, die mit Pflanzenmaterial dürftig ausgekleidet werden. Das Gelege besteht aus einem einzelnen weißen Ei, das 61 × 42,5 mm misst und zwischen 50 und 52 Tagen bebrütet wird. Während der Bebrütung wechseln sich die Partner nach einigen Tagen ab. Der brütende Partner verbleibt ohne Nahrung auf dem Nest, während der andere sich auf längere Nahrungsflüge begibt. Diese dauern mindestens zwei Tage. Wie weit die Vögel sich entfernen ist kaum bekannt, jedoch halten sich Vögel von Ibiza nicht nur im Bereich des Iberischen Kontinentalschelfs auf, sondern sind vor allem gegen Ende der Brutsaison sogar an der nordafrikanischen Küste zwischen Nordost-Marokko und Westalgerien zu finden. Feldstudien haben ergeben, dass an etwa 13,5 % der Brutversuche zusätzliche Helfer beteiligt sind, bei denen es sich in sieben Fällen um Männchen, bei zwei um Weibchen handelte. Die Nestlingszeit beträgt 72 Tage. 
Der Bruterfolg an zwei Kolonien auf Mallorca lag recht konstant bei 62 %. Zu den natürlichen Prädatoren, denen sowohl Junge als auch Altvögel zum Opfer fallen, zählen Wanderfalken.

## Systematik
Der Balearensturmvogel wurde bis in die 1980er Jahre als Unterart des „Schwarzschnabel-Sturmtauchers“ (Puffinus puffinus) angesehen, dessen bis zu acht Unterarten mittlerweile jedoch alle als eigenständige Arten behandelt werden. Bei den drei paläarktischen Taxa puffinus, yelkouan und mauretanicus fand ab 1988 zunächst eine Abspaltung der im Mittelmeer brütenden Populationen als „Mittelmeer-Sturmtaucher“ statt. Der Balearensturmtaucher wurde als Unterart Puffinus yelkouan mauretanicus behandelt. Ab Anfang der 1990er Jahre verfestigte sich jedoch durch morphologische, paläontologische, genetische, ökologische und ethologische Befunde die Ansicht, dass auch diese Unterart Artstatus verdiene. Dieser wurde zunächst weitgehend anerkannt, 2006 jedoch in Zweifel gezogen, da es auf Menorca Vögel gibt, die phänotypisch und genetisch zwischen mauretanicus und yelkouan stehen und auf eine Hybridisierung zwischen beiden Taxa hindeuten. Eine Untersuchung von 2007 ergab jedoch, dass die Introgression marginal ist und vermutlich auf einen sekundären Kontakt beider Arten vor mehreren Generationen zurückzuführen ist. Das Handbook of the Birds of the World wertete 2014 vor allem die morphologischen Unterscheidungsmerkmale als eindeutige Argumente für den Artstatus.